# Mathieu Peybernes
Mathieu-Philippe Peybernes (sinh 21 tháng 10 năm 1990) là một cầu thủ bóng đá Pháp thi đấu cho đội bóng Bỉ Eupen, mượn từ Lorient. Anh là một cầu thủ bóng đá trẻ quốc gia Pháp ra sân với các đội bóng U-18 và U-19. Peybernes thi đấu ở vị trí hậu vệ, nhưng cũng có thể chơi tiền vệ.

## Sự nghiệp
Sinh ra ở Toulouse, Peybernes ra mắt chuyên nghiệp ngày 2 tháng 5 năm 2010 trong trận đấu trước Rennes. Vào mùa hè 2014, Peybernes rời câu lạc bộ Sochaux dcho SC Bastia, ký bản hợp đồng 3 năm.

## Thống kê sự nghiệp
Tính đến trận đấu diễn ra ngày 20 tháng 1 năm 2018
| Câu lạc bộ          | Mùa giải            | Giải vô địch        | Giải vô địch | Giải vô địch | Cúp quốc gia | Cúp quốc gia | Cúp Liên đoàn | Cúp Liên đoàn | Châu lục | Châu lục | Khác | Khác | Tổng | Tổng |
| Câu lạc bộ          | Mùa giải            | Hạng đấu            | Trận         | Bàn          | Trận         | Bàn          | Trận          | Bàn           | Trận     | Bàn      | Trận | Bàn  | Trận | Bàn  |
| ------------------- | ------------------- | ------------------- | ------------ | ------------ | ------------ | ------------ | ------------- | ------------- | -------- | -------- | ---- | ---- | ---- | ---- |
| Sochaux             | 2009–10             | Ligue 1             | 7            | 0            | 0            | 0            | 0             | 0             | —        | —        | —    | —    | 7    | 0    |
| Sochaux             | 2010–11             | Ligue 1             | 8            | 0            | 0            | 0            | 0             | 0             | —        | —        | 0    | 0    | 8    | 0    |
| Sochaux             | 2011–12             | Ligue 1             | 26           | 1            | 1            | 0            | 1             | 0             | 1        | 0        | —    | —    | 29   | 1    |
| Sochaux             | 2012–13             | Ligue 1             | 25           | 0            | 1            | 0            | 0             | 0             | —        | —        | —    | —    | 26   | 0    |
| Sochaux             | 2013–14             | Ligue 1             | 15           | 0            | 2            | 0            | 2             | 0             | —        | —        | —    | —    | 19   | 0    |
| Sochaux             | Tổng                | Tổng                | 81           | 1            | 4            | 0            | 3             | 0             | 1        | 0        | 0    | 0    | 89   | 1    |
| Sochaux II          | 2010–11             | CFA                 | 17           | 2            | —            | —            | —             | —             | —        | —        | 0    | 0    | 17   | 2    |
| Sochaux II          | 2011–12             | CFA                 | 3            | 0            | —            | —            | —             | —             | —        | —        | —    | —    | 3    | 0    |
| Sochaux II          | 2012–13             | CFA                 | 2            | 0            | —            | —            | —             | —             | —        | —        | —    | —    | 2    | 0    |
| Sochaux II          | 2013–14             | CFA                 | 7            | 0            | —            | —            | —             | —             | —        | —        | —    | —    | 7    | 0    |
| Sochaux II          | Tổng                | Tổng                | 29           | 2            | —            | —            | —             | —             | —        | —        | 0    | 0    | 29   | 2    |
| Bastia              | 2014–15             | Ligue 1             | 30           | 0            | 2            | 0            | 2             | 0             | —        | —        | —    | —    | 34   | 0    |
| Bastia              | 2015–16             | Ligue 1             | 25           | 0            | 1            | 0            | 1             | 0             | —        | —        | —    | —    | 27   | 0    |
| Bastia              | 2016–17             | Ligue 1             | 19           | 0            | 1            | 0            | 1             | 0             | —        | —        | —    | —    | 21   | 0    |
| Bastia              | Tổng                | Tổng                | 74           | 0            | 4            | 0            | 4             | 0             | 0        | 0        | 0    | 0    | 82   | 0    |
| Bastia II           | 2014–15             | CFA 2               | 1            | 0            | —            | —            | —             | —             | —        | —        | —    | —    | 1    | 0    |
| Lorient             | 2016–17             | Ligue 1             | 18           | 0            | —            | —            | —             | —             | —        | —        | 2    | 0    | 20   | 0    |
| Göztepe (mượn)      | 2017–18             | Süper Lig           | 9            | 0            | 0            | 0            | —             | —             | —        | —        | —    | —    | 9    | 0    |
| Eupen (mượn)        | 2017–18             | First Division A    | 0            | 0            | —            | —            | —             | —             | —        | —        | —    | —    | 0    | 0    |
| Tổng cộng sự nghiệp | Tổng cộng sự nghiệp | Tổng cộng sự nghiệp | 212          | 3            | 8            | 0            | 7             | 0             | 1        | 0        | 2    | 0    | 230  | 3    |

1. ↑  Appearance ở Europa League
2. ↑  Appearances ở Ligue 1 relegation play-offs